# George Spahn
 (mars 2022).
La mise en forme du texte ne suit pas les recommandations de Wikipédia : il faut le « wikifier ».
Les points d'amélioration suivants sont les cas les plus fréquents. Le détail des points à revoir est peut-être précisé sur la page de discussion.
- Les titres sont pré-formatés par le logiciel. Ils ne sont ni en capitales, ni en gras.
- Le texte ne doit pas être écrit en capitales (les noms de famille non plus), ni en gras, ni en italique, ni en « petit »…
- Le gras n'est utilisé que pour surligner le titre de l'article dans l'introduction, une seule fois.
- L'italique est rarement utilisé : mots en langue étrangère, titres d'œuvres, noms de bateaux, etc.
- Les citations ne sont pas en italique mais en corps de texte normal. Elles sont entourées par des guillemets français : « et ».
- Les listes à puces sont à éviter, des paragraphes rédigés étant largement préférés. Les tableaux sont à réserver à la présentation de données structurées (résultats, etc.).
- Les appels de note de bas de page (petits chiffres en exposant, introduits par l'outil «  Source ») sont à placer entre la fin de phrase et le point final[comme ça].
- Les liens internes (vers d'autres articles de Wikipédia) sont à choisir avec parcimonie. Créez des liens vers des articles approfondissant le sujet. Les termes génériques sans rapport avec le sujet sont à éviter, ainsi que les répétitions de liens vers un même terme.
- Les liens externes sont à placer uniquement dans une section « Liens externes », à la fin de l'article. Ces liens sont à choisir avec parcimonie suivant les règles définies. Si un lien sert de source à l'article, son insertion dans le texte est à faire par les notes de bas de page.
- La présentation des références doit suivre les conventions bibliographiques. Il est recommandé d'utiliser les modèles {{Ouvrage}}, {{Chapitre}}, {{Article}}, {{Lien web}} et/ou {{Bibliographie}}. Le mode d'édition visuel peut mettre en forme automatiquement les références.
- Insérer une infobox (cadre d'informations à droite) n'est pas obligatoire pour parachever la mise en page.

Pour une aide détaillée, merci de consulter Aide:Wikification.
Si vous pensez que ces points ont été résolus, vous pouvez retirer ce bandeau et améliorer la mise en forme d'un autre article.
Pour les articles homonymes, voir Spahn.
George Spahn
George Spahn (11 février 1889 – 22 septembre 1974) est un éleveur américain auquel appartenait le Spahn Ranch près de Chatsworth, à Los Angeles, en Californie. On se souvient principalement de Spahn pour son association avec la famille Manson, en permettant à Manson et à son groupe de résider sur sa propriété à la fin des années 1960. Les meurtres d'août 1969 de l'actrice Sharon Tate et de six autres par divers fidèles de Manson ont été planifiés dans son ranch.

## Biographie
Spahn (comme le faisait le précédent propriétaire, William S. Hart) louait son ranch à l'industrie cinématographique pour y tourner des westerns. Il a aussi logé Charles Manson et ses disciples. Le meurtre de l'actrice Sharon Tate et six autres personnes en 1969 par les fidèles de Manson aurait été planifié au ranch. Manson persuade Spahn de laisser « la Famille » vivre sur son ranch en ordonnant aux femmes de « la Famille » d'avoir des relations sexuelles avec le vieillard presque aveugle, âgé de 80 ans. Les femmes de la Famille ont également fait office de guide d'aveugle pour Spahn,. Spahn a donné des surnoms à toutes les femmes de la Famille, par exemple "Squeaky" pour Lynette Fromme, "Sadie Mae" pour Susan Atkins, "Ouisch", etc. Selon un membre de la Famille, Paul Watkins, la célèbre Mansonite Lynette « Squeaky » Fromme a obtenu son surnom en raison du bruit qu'elle faisait quand Spahn passait sa main gauche sur sa cuisse[pas clair]. Charles Watson a écrit que son propre surnom, « Tex », lui a été donné par Spahn, qui a reconnu son accent du Texas.
Son nom est associé à une macabre série de meurtres, en raison de la permission laissée au groupe de Manson à vivre sur sa propriété. George a vécu cinq ans après les meurtres. Il était marié à une femme, nommée Martha Greenholts, et vivait dans le Nord d'Hollywood. Il a finalement été admis au Sherwood Convalescent Hospital à Van Nuys.
George Spahn meurt le 22 septembre 1974 et est enterré au cimetière Eternal Valley Memorial Park près de Newhall (district de Santa Clarita), en Californie.
Le Spahn Ranch a brûlé dans les années 1970, et est abandonné aujourd'hui. En 2005, des feux dans Simi Valley ont détruit le ranch.
Le Spahn Movie Ranch fait actuellement partie du parc historique d'État Santa Susana Pass. Il y a plusieurs sentiers qui donnent accès à des vues panoramiques sur la vallée de San Fernando.
George Spahn devait être interprété par Burt Reynolds dans le long métrage Once Upon a Time in Hollywood (2019) de Quentin Tarantino. Mais à la suite de son décès peu avant le tournage, George Spahn est finalement incarné par Bruce Dern.